# 麻薬取締員
麻薬取締員（まやくとりしまりいん）とは、麻薬取締や薬物の不正ルートの解明などの薬物犯罪の捜査や正規麻薬（医療用などの目的で許可を受けて合法的に使用される麻薬）の不正使用・横流し・盗難等の監視・捜査を行う任務につく都道府県の職員である。俗に麻薬Gメン、マトリ(もしくは、第二の麻薬Gメン、第二のマトリ)ともよばれる。

## 位置
麻薬取締官と似ているが、麻薬取締官は厚生労働省の地方厚生局麻薬取締部に所属する国家公務員であるのに対し、麻薬取締員は都道府県に所属する地方公務員である。

## 任命
都道府県の薬事担当課の職員の内から、管轄する地方裁判所に対応する検察庁の検事正と協議の上で都道府県知事から任命される。
人事交流により一時的に厚労省麻薬取締部に出向する職員も極少数だが確認されている。

## 権限
麻薬取締員は、麻薬及び向精神薬取締法により特別司法警察職員としての権限が与えられている。麻薬取締という危険な職務であるため、司法警察員としての職務を遂行する場合に限り小型武器（拳銃・特殊警棒等）の携帯が認められている他、警察官と同様の逮捕術の訓練も受けている。
また、おとり捜査を行うことができ、麻薬及び向精神薬取締法58条に規定がある。それによると、違法に流通している麻薬などを所持しても、麻薬取締官及び麻薬取締員のみは、処罰されない。薬物犯罪に関するおとり捜査は、麻薬取締官及び麻薬取締員のみに認められた行為であり、これは密売流通ルートを遡る為に必要な行為である。
その職務の性質上、麻薬取締官および都道府県警察と密接な協力関係にあり、麻薬及び向精神薬取締法56条でも協力関係が定められている。

## 定員
以前は、政令によって東京都8人、大阪府・兵庫県6人、神奈川県・愛知県5人、北海道・福岡県4人、その他の府県2人と定められていたが、平成17年4月以降、地方分権に伴う措置として定員枠が廃止され、各都道府県の判断で必要とする人数を任命することができるようになった。